# Хоакин Родриго
Хоакин Родриго (шп. Joaquín Rodrigo; 22. новембар 1901 — 6. јул 1999) био је шпански композитор и пијаниста. Његово најпознатије музичко дело је Концерт за Аранхуес (шп. Concierto de Aranjuez).

## Биографија
Хоакин Родриго је рођен у Сагунту (шп. Sagunto), месту у околини Валенсије, 22. новембра 1901. године. У трећој години је ослепео након што је оболео од дифтерије. По његовим речима, управо га је губитак вида усмерио ка музици.
Са осам година је почео учи солфеђо, виолину и клавир. У шеснаестој години је започео студије хармоније и композиције на Конзерваторијуму у Валенсији. Прве композиције (Свита за клавир, Две скице, Свита за клавир и виолину и Сицилијана, за виолончело) написао је 1923. Његово прво дело за оркестар, Жонглери, написано је и премијерно изведено 1924. године у Валенсији и Мадриду. Добио је награду на националном такмичењу за дело Пет дечјих комада, које је касније изведено у Паризу. Од почетка своје каријере Родриго је своја дела писао Брајевом азбуком, која су касније транскрибована за издавање.
Године 1927, следећи пример својих сународника Исака Албениза, Мануела де Фаље, Енрикеа Гранадоса и Хоакина Турине, Родриго се преселио у Париз да би се уписао на École Normale de Musique, где је пет година студирао код Пола Дикаа. Тамо се спријатељио са Равелом, Артуром Хонегером, Стравинским и Мануелом де Фаљом. У Паризу је такође упознао своју будућу жену, турску пијанисткињу Викторију Ками, којом се оженио 19. јануара 1933. Викторија Ками је била професорка на Париском конзерваторијуму и ученица Ђерђа Лалевица у Бечу и Лазареа Левија и Рикарда Вињеса у Паризу. Родриго је компоновао Опроштајну сонату, написану за клавир, у част свог учитеља Пола Дикаа који је преминуо 1935. Наставио је са студијама у Паризу, такође радећи у Немачкој, Аустији и Швајцарској. Године 1939. вратио се за стално у Шпанију, у Мадриду.
У Барселони је 1940. године премијерно изведено његово најпознатије дело, Концерт за Аранхуес, за гитару и оркестар, пример личног музичког израза и дело које је стекло међународну славу. Од тог тренутка, Хоакин Родриго активно учествује у уметничким, креативним и академским активностима.
Посебно је усавршио соло песму својим делима Химна супрузи и Четири љубавна мадригала.
Треба истаћи, између осталог, допринос Хоакина Родрига репертоару за гитару, чиме се у свету повећао углед гитаре као концертног инструмента.
Године 1983. награђен је Националном музичком наградом Шпаније, а 1991. шпански краљ Хуан Карлос I доделио му је титулу Маркиза вртова од Аранхуеса. Пет година касније уручена му је Награда Принца од Астурије за „изванредан допринос шпанској музици у коју је унео нове импулсе како би је учинио универзалном“. Исте године је примио Златну медаљу Сагунта, Велики крст Грађанског реда за друштвену солидарност и Златну звезду Града Мадрида. Француска влада га је 1998. почаствовала титулом Командира уметности и књижевности, а недуго затим је примио награду за најбољег аутора класичне музике коју додељује Друштво аутора и издавача. Исте године додељена му је Почасна медаља Међународног универзитета Менендес Пелајо, а следеће године Златна медаља Фестивала у Гранади.
Хоакин Родриго је умро у Мадриду 6. јула 1999, две године након смрти своје жене. Викторија Ками је била његова нераздвојна сапутница и најважнија сарадница на свим пољима композиторског рада.
Са главним циљем да се осигура очување и ширење музике Хоакина Родига, његова кћерка Сесилија је 1989. године основала издавачку кућу Издања Хоакина Родрига и Фонацију Викторија и Хоакин Родриго 1999. године.

## Најпознатија дела

### Оркестарска дела
- Симфонијски дувачки састав
  - Адађо за оркестар дувачких инструмената - Прво јавно извођење у Питсбургу, Пенсилванија, 1966.
- Оркестар
  - Солеријана - Прво извођење, Берлинска филхармонија, 22. августа 1953. у Берлину.

### Концерти
- Клавир
  - Жонглери (1923) — Прво јавно извођење 1924, Валенсија
  - Херојски концерт (1943)
- Чело
  - Concierto en modo galante (1949)
  - Забавни концерт (1978—1981)
- Гитара
  - Концерт за Аранхуес (1939)
  - Андалуски концерт (1967)
  - Концерт за једну забаву (1982)
  - Фантазија за једног каваљера (1954)
  - Херојски концерт (1942) — Национална музичка награда
  - Концерт за мадригал (1968)
- Летњи концерт (1944), за виолину и оркестар
- Пасторални концерт (1978), за флауту и оркестар
- Концерт за серенаду (1954), за харфу и оркестар

### Инструментална музика
- Гитара
  - Призивање и плес (1961) — Прва награда, Coupe International de Guitare, коју додељује Office de Radiodiffusion-Télévision Française (ORTF)
  - Три шпанска комада - Tres Piezas Españolas (Fandango,Passacaglia,Zapateado)
  - Ода гитари (1971)
  - Два прелудијума
  - Sonata Giocosa
  - Токата (1933)
  - Лаког срца (2 гитаре)
  - Sonata a la española
  - Далека сарабанда (1926)
  - Три мала комада (Одоше пастири-Сантијаговим стопама-Малена Севиљанка)
- Клавир
  - Марш подсекретара

### Вокална/Хорска
- Цвету Љири Блау (1934); Прва награда, Círculo de Bellas Artes
- Дулсинејина одсуства (1948); Прва награда, Cervantes Competition
- Љубавне и ратне песме (1965)
- Три старе плесне арије (1994)
- Цвркут птица и божићне песме (1952); Награда Ateneo de Madrid

### Сценска музика
- Балет: Краљевска павана
- оперета: Лажни син
- Опера: Напуштени љиљан (недовршена)